# راه‌آهن تارتو-کویدولا
راه‌آهن تارتو-کویدولا یک خط راه‌آهن در کشور استونی است که از شهر تارتو شروع و در روستا کویدولا به پایان میرسد.
این خط که در سال ۱۹۳۱ تاسیس شده دارای ۱۹ ایستگاه و ۸۷.۳ کیلومتر طول است. این خط از طریق شهر پچوری به راه‌آهن روسیه متصل میشود.

## نگارخانه

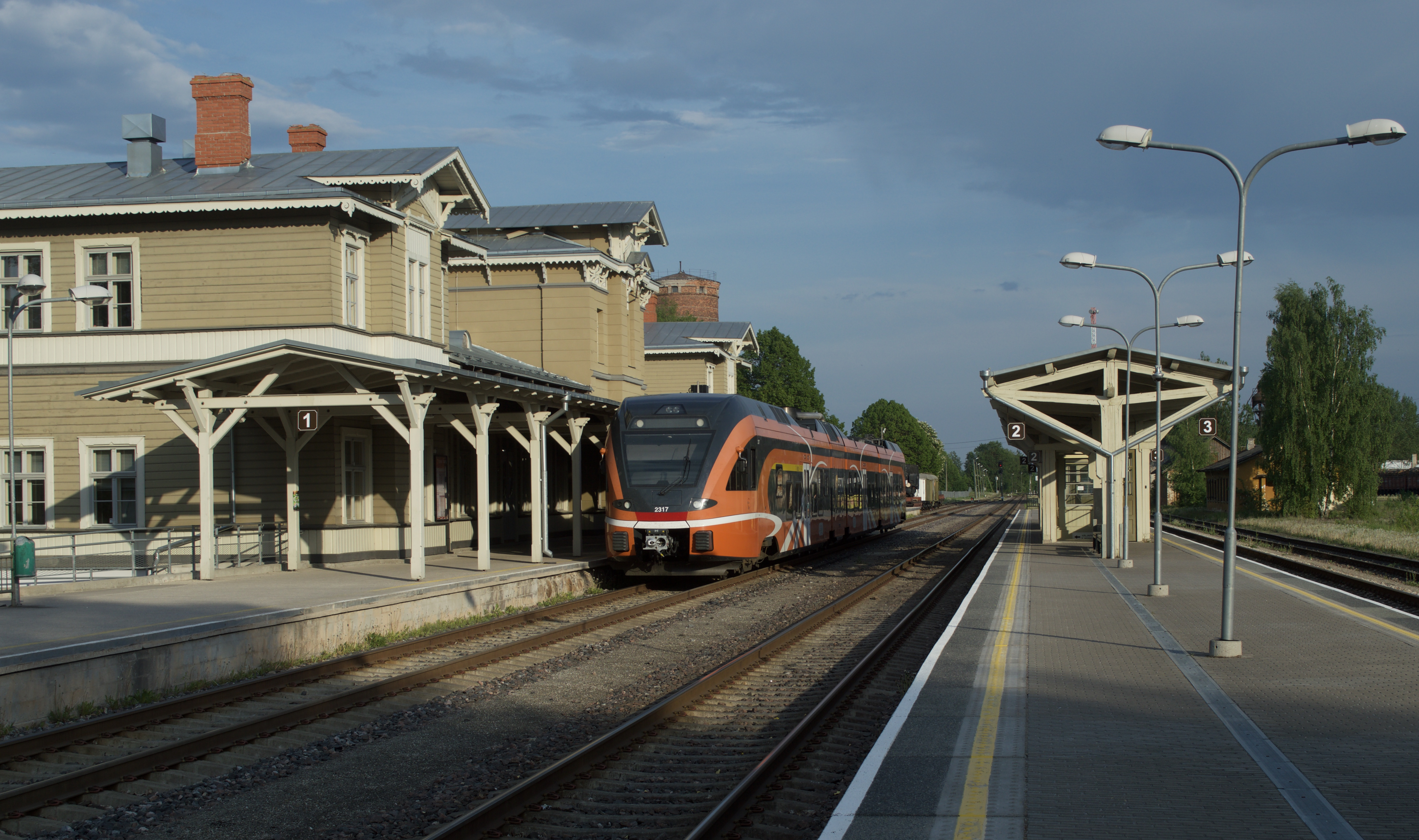
ایستگاه راه‌آهن تارتو
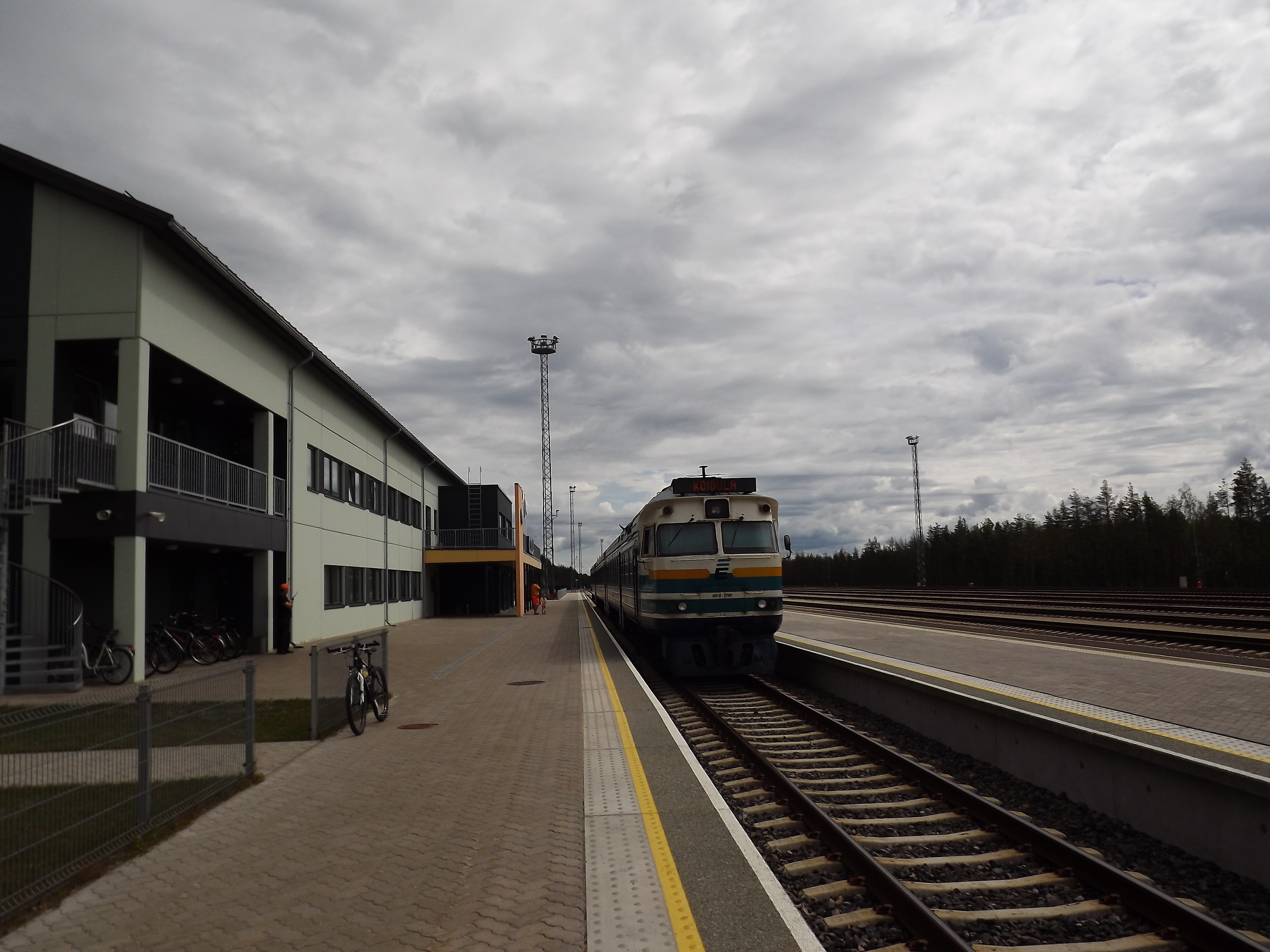
ایستگاه راه‌آهن کویدولا
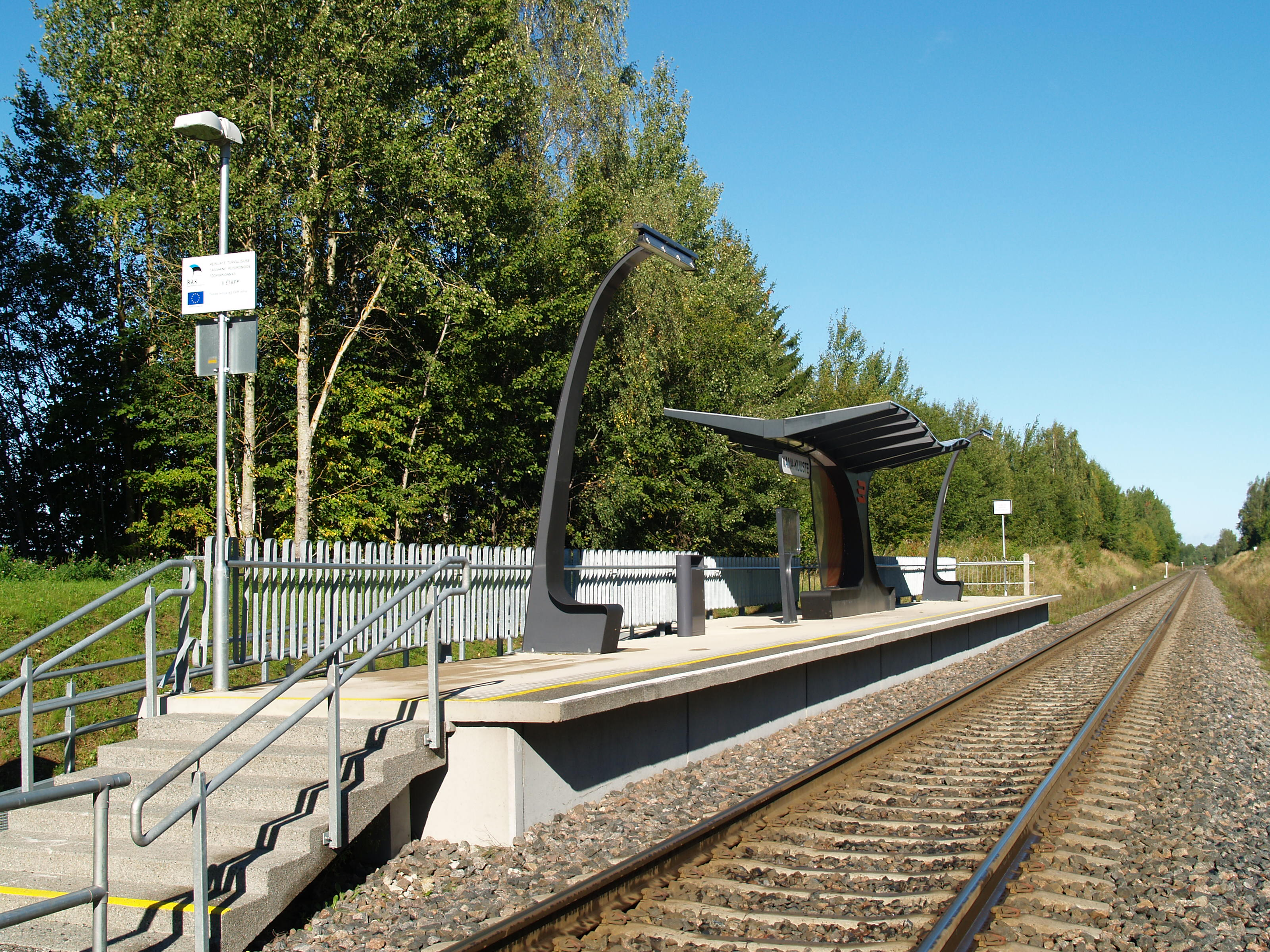
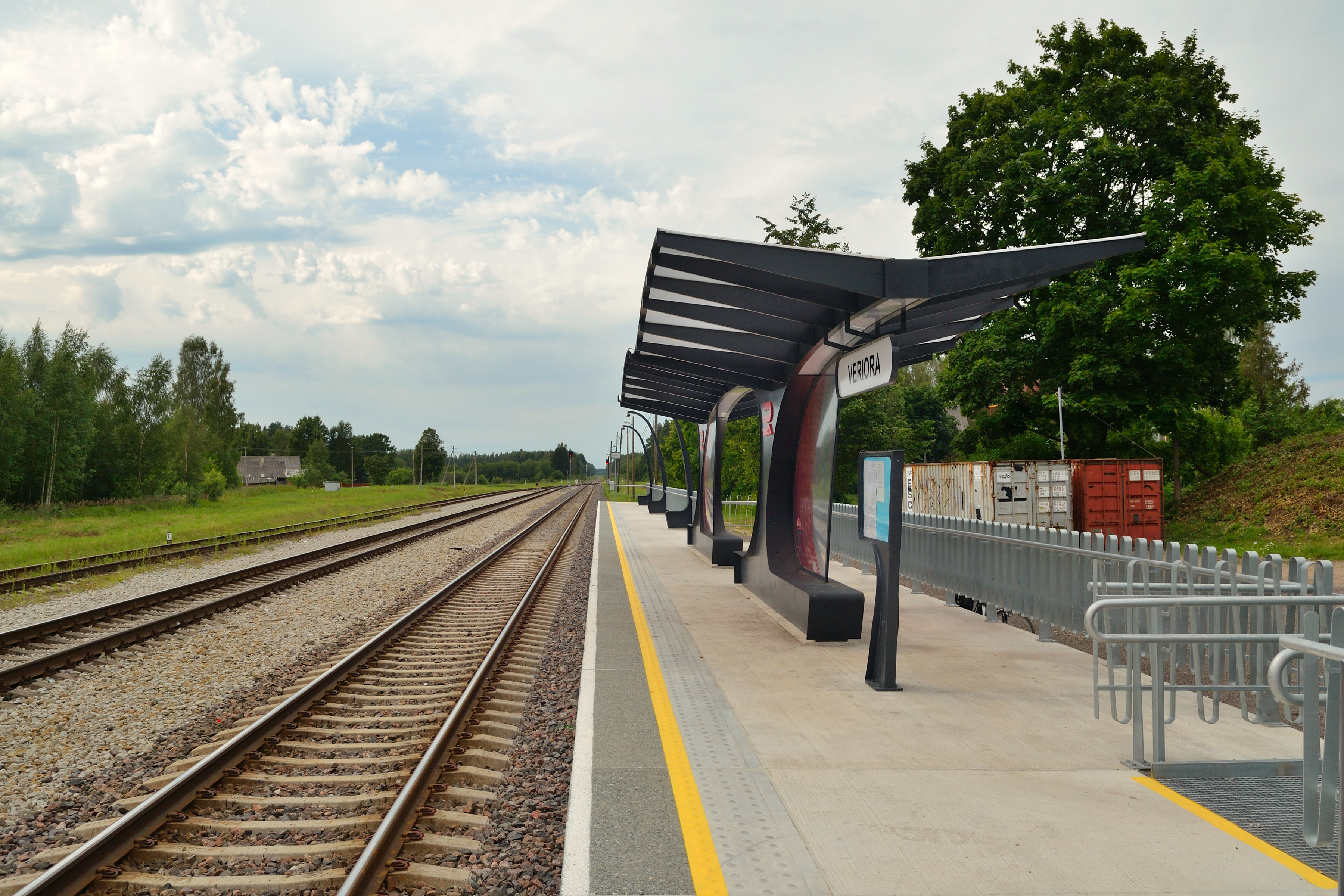